# Веклер, Георгий Яковлевич
Георгий (Егор) Яковлевич (также Георг Фердинанд) Веклер (нем. Georg Ferdinand Weckler, 3 (15) марта 1800, Рига — 7 (19) сентября 1861, Санкт-Петербург) — русский художник-мозаичист, один из организаторов мозаичного отделения Петербургской академии художеств (1842).

## Биография
Георгий Яковлевич Веклер родился в 1800 году в Риге. Рано осиротев, он воспитывался в Санкт-Петербурге у дальних родственников, где начал обучаться у итальянского мозаичиста Доменико Молья (1780—1862).
В 1821 году Веклер представил на выставку в Академию художеств мозаику с картины Сальватора Розы «Блудный сын», которая была приобретена императрицей Елизаветой Алексеевной. Для императора Александра I Веклер исполнил мозаики с видами дворцов на островах Елагине и Каменном (по литографиям К. Беггрова), за что в 1822 году был причислен к Академии художеств, со званием мозаичного мастера.
В 1834—1837 годах Веклер совершил пенсионерскую поездку в Рим и по возвращении, в 1838 году, был удостоен звания академика за мозаику «Преображение» (с оригинала Рафаэля).
Среди других работ Веклера: мозаики «Внутренность церкви Капуцинов» (с оригинала Гране), «Отдыхающее стадо» (с П. Поттера), «Пастух» и «Полдень» (с К. Лоррена), «Несение креста» (с Караччи), «Еcсе Homo» (с Г. Рени), и другие. Веклер принадлежит так же ряд мозаик для Исаакиевского собора в Петербурге: «Образ Спасителя в терновом венце» (с Г. Рени), «Св. Митрофан» и «Богоматерь» (с К. Дольче), «Спаситель» (с Тициана), «Моление о чаше» (с Ф. А. Бруни). В 1849—1852 годах Веклер выполнил мозаики с видами городов для столов Нового Эрмитажа.
Георгий Яковлевич Веклер умер 7 (19) сентября 1861 года в Петербурге.